# Trstika
Trstika je katerakoli različna visoka, večletna trava s prožnimi, olesenelimi stebli in natančneje iz rodu Arundinaria. 
Znanstveno gledano obstajata dva izmed rodov iz družine Poaceae. Rod Arundo je doma iz Sredozemskega morja do Daljnega vzhoda. Rod Arundinaria je bambus (Bambuseae), ki ga najdemo v Novem svetu. Noben rod ne vključuje sladkornega trsa (rod Saccharum, pleme Andropogoneae).
Trstika običajno raste v velikih obrečnih področjih, imenovanih goščavah, ki jih najdemo v toponimih po vsej južni in zahodni ZDA; so zelo podobni kanalom (Schoenoplectus acutus) v Kaliforniji.
Na podlagi moči palice, lahko trstiko uporabimo za različne namene. Kadar se palice uporabljajo za telesno kaznovanje, morajo izpolnjevati posebne zahteve, kot je visoka stopnja prilagodljivosti. Trstika se je v preteklosti uporabljal za številne druge namene, kot so košare, pohištvo, čolni, strehe in povsod, kjer so trstike, lahko uporabljene kot palice.

## Etimologija
Etimologija Beseda trs izhaja iz starofrancoskega trsa "sladkorni trs",prav tako iz latinske besede canna,iz starogrške κάννα, iz uradne aramejske qanhā, qanyā in iz akadske qanû "tube, trs".

## Uporaba
Uporaba Trstika se uporablja za različne umetniške in praktične namene, kot so košare. V 18. in začetku 19. stoletja so podčastniki v nekaterih evropskih vojskah lahko nosili palice za discipliniranje vojakov (kadar palica ni bila v uporabi, je bila pritrjena na prečni pas ali gumb).
Palice trstike se uporabljajo v regionalnih ljudskih plesih in kot rekviziti na odru. Ljudski plesalci lahko na primer vrtijo palice nad glavo, jih postavijo na glavo, zavrtijo ob straneh ali udarijo po tleh. 